# Registro Andaluz de Identificación Animal
El Registro Andaluz de Identificación Animal (con siglas RAIA) es como se denomina a la base de datos que tiene inscritos a los animales de compañía. El propietario puede acceder a la base de datos para verificar los datos de su mascota introduciendo el número del microchip subcutáneo que le fue colocado a su mascota y su DNI. Este microchip se hizo obligatorio a partir de octubre de 2005.